# St.-Anna-Kapelle (Baden)

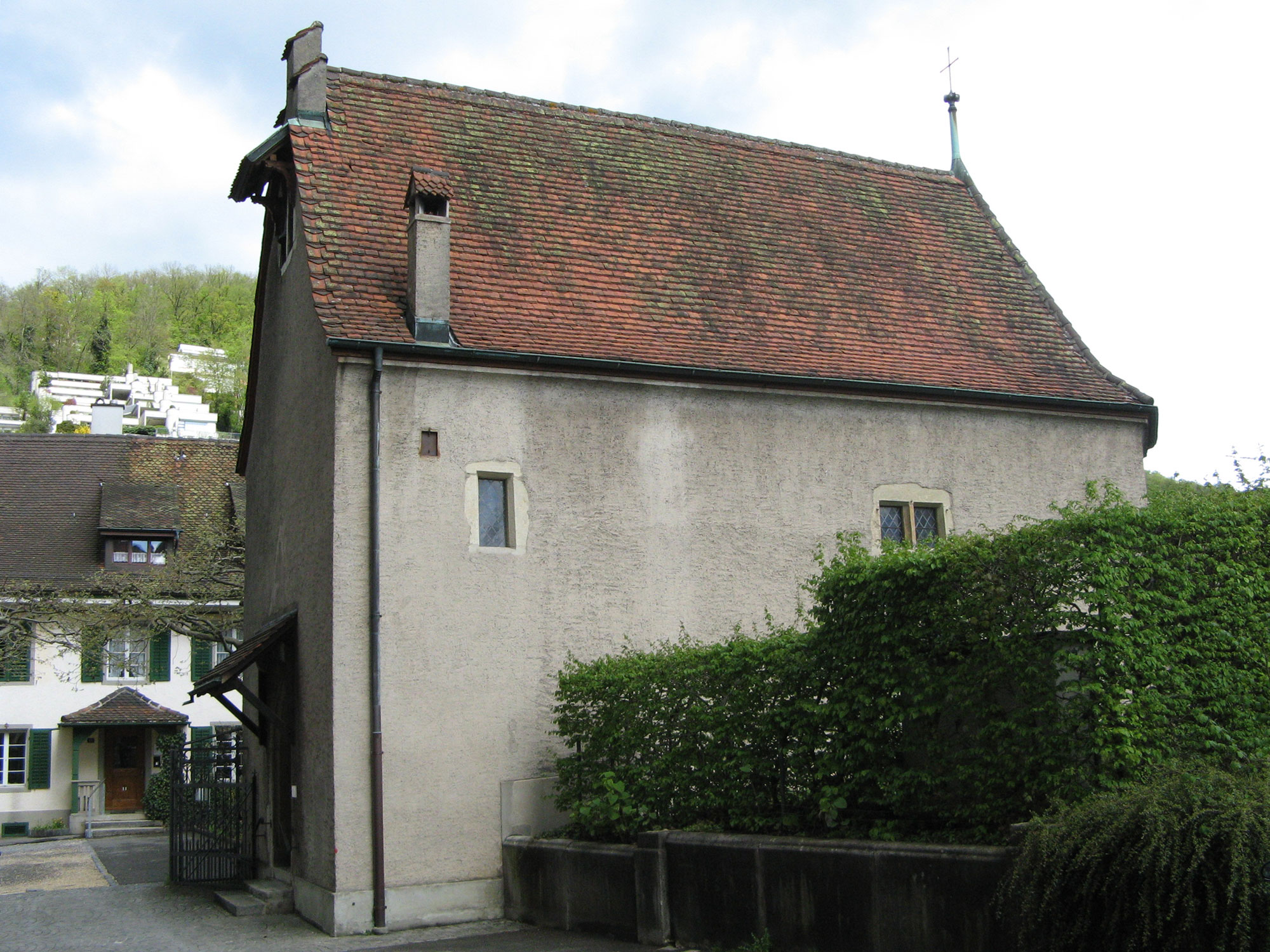
St.-Anna-Kapelle

Die St.-Anna-Kapelle ist eine katholische Kapelle in Baden in der Schweiz. Sie befindet sich östlich des Stadtzentrums zwischen Landvogteischloss und Kantonsschule, unweit der Grenze zur Gemeinde Wettingen. Einst diente sie als Gotteshaus des benachbarten Siechenhauses.
An der Strasse nach Wettingen, weit ausserhalb der Stadt, entstand im zweiten Viertel des 15. Jahrhunderts das «Siechenhaus im Feld» als Aussenstelle des Agnesspitals. Ursprünglich für Aussätzige vorgesehen, wohnten später darin auch Alte, Arme, Bettler und Waisen. Um das Seelenheil dieser Randständigen besorgt, stiftete der Stadtrat 1480 den Bau einer eigenen Kapelle. Die Bauarbeiten waren 1484 abgeschlossen.
Kirchlich gehörte die Annakapelle bis 1887 zum Pfarrsprengel Wettingen, den Kirchenpfleger bestellte jedoch der Badener Rat. Dieser kontrollierte das Kapellenvermögen, während der Wettinger Leutpriester die anfallenden Spenden erhielt. Von 1529 bis 1531, als das Kloster Wettingen vom alten Glauben abgefallen war, wurden vorübergehend reformierte Gottesdienste für die Berner und Zürcher Tagsatzungsboten abgehalten. 1798 nutzten französische Truppen die Kapelle als Lazarett.
Das schlichte einschiffige Gebäude im gotischen Stil besitzt einen dreiseitig geschlossenen Chor und ein abgewalmtes Steildach. Der Westgiebel weist eine zweiteilige Rundbogenarkade auf, die als Glockenträger dient. An der Nordmauer sind Spuren eines Seitenportals erkennbar, das eine direkte Verbindung zum Siechenhaus ermöglichte. Der Innenraum wirkt nüchtern, da man die neugotische Inneneinrichtung 1945 nach rund fünfzig Jahren wieder weitgehend entfernte. 1944 wurden spätgotische Fresken aus dem späten 15. Jahrhundert freigelegt.